# Мицуэ
Мицуэ (яп. 御杖村 Мицуэ-мура) — село в Японии, находящееся в уезде Уда префектуры Нара. Площадь села составляет 79,63 км², население — 1854 человека (1 августа 2014), плотность населения — 23,28 чел./км².

## Географическое положение
Село расположено на острове Хонсю в префектуре Нара региона Кинки. С ним граничат города Мацусака, Цу и сёла Сони, Хигасиёсино.

## Население
Население села составляет 1854 человека (1 августа 2014), а плотность — 23,28 чел./км². Изменение численности населения с 1980 по 2005 годы:
| 1980 | 3430 чел. |  |
| 1985 | 3287 чел. |  |
| 1990 | 3035 чел. |  |
| 1995 | 2840 чел. |  |
| 2000 | 2623 чел. |  |
| 2005 | 2366 чел. |  |

## Символика
Деревом села считается криптомерия, цветком — Prunus jamasakura, птицей — Cettia diphone.